# Xanthopimpla aurita
Xanthopimpla aurita är en stekelart som beskrevs av Krieger 1915. Xanthopimpla aurita ingår i släktet Xanthopimpla och familjen brokparasitsteklar. Inga underarter finns listade i Catalogue of Life.